# Анікщяйський район
Анікщяйський район (лит. Anykščių rajono savivaldybė) — муніципалітет районного рівня на північному сході Литви, що знаходиться у Утенському повіті. Адміністративний центр — місто Анікщяй.

## Історія
Район утворений в 1950 році з частин Анікщяйського, Купішкського і Утенського повітів. Площа його становила 823 км². До 1953 року район входив до Вільнюської області. В 1959 році до району приєднане місто Трошкунай (лит. Troškūnai) і частина ліквідованого Трошкунайського району. В 1962 році приєднані місто Каварскас (лит. Kavarskas) і велика частина скасованого Каварського району. В 1962—1978 роках кілька населених пунктів перейшло до сусідніх  Молетського, Паневежського,  Укмерзького районів.

## Загальна характеристика
Площа 1764,9 км². Ліси (переважно соснові) займають 30,7 % території, торфовища — 25 %, сільськогосподарські угіддя — 56,8 %. Територією району протікає річка Швентої зі своїми притоками Анікшта, Яра, Невежіс, Юоста, Вешінта. Є 76 озер. Найвища точка району 194 м над рівнем моря. Є природоохоронні території: Анікшяйський регіональний парк, два гідрографічних, два іхтіологічних, ботанічний, геоморфологічний, ландшафтний заповідники.

## Адміністративний поділ та населені пункти

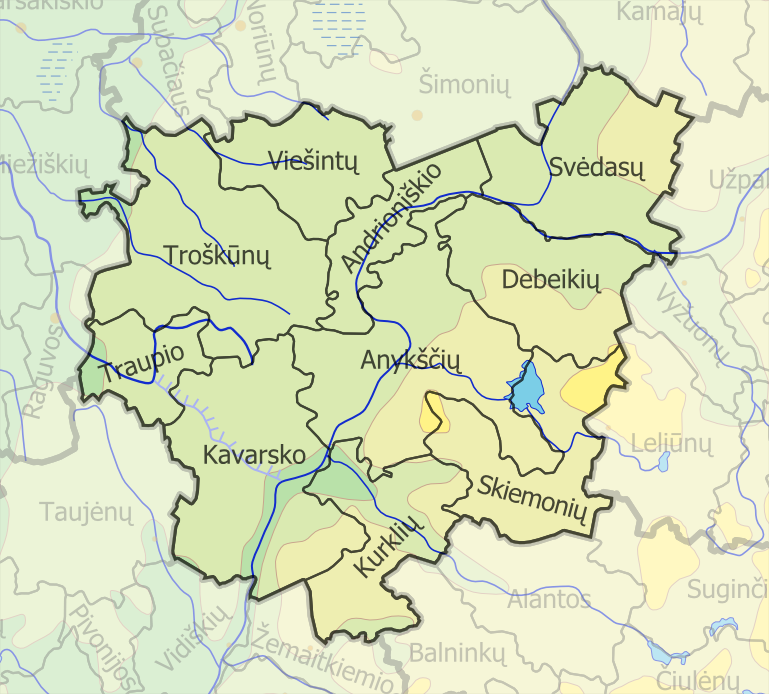
Староства Анікщяйського району

Район включає 10 староств:
- Андріонішкіське (лит. Andrioniškio seniūnija; Андріонішкіс)
- Анікщяйське (лит. Anykščių seniūnija; Анікщяй)
- Вешінтоське (лит. Viešintų seniūnija; Вешінтос)
- Дебейкяйське (лит. Debeikių seniūnija; Дебейкяй)
- Каварскаське (лит. Kavarsko seniūnija; Каварскас)
- Куркляйське (лит. Kurklių seniūnija; Куруляй)
- Сведасайське (лит. Svėdasų seniūnija; Сведасай)
- Скемониське (лит. Skiemonių seniūnija; Скемоніс)
- Траупіське (лит. Traupio seniūnija; Траупіс)
- Трошкунайське (лит. Troškūnų seniūnija; Трошкунай)

Район містить 3 міста — Анікщяй, Каварскас та Трошкунай; 8 містечок — Андріонішкіс, Дебейкяй, Куркляй, Скемоніс, Сурдегіс, Сведасай, Траупіс та Вешінтос; 758 сіл.
Чисельність населення найбільших поселень (2001):
- Анікщяй — 11 958
- Сведасай — 1 002
- Каварскас — 809
- Науєї-Елмінінкай — 696
- Трошкунай — 525
- Куркляй — 474
- Ажуожеряй — 452
- Дебейкяй — 452
- Акністос — 441
- Рагувіле — 398

## Населення
Згідно з даними перепису населення 2011 року у районі проживало 28 668 осіб.
Національний склад:
- Литовці — 96,5 % (27662);
- Росіяни — 2,45 % (701);
- Поляки — 0,34 % (97);
- Українці — 0,14 % (41);
- Білоруси — 0,12 % (33);
- Цигани — 0,06 % (18);
- Інші — 0,4 % (116).